# Costelinha de porco

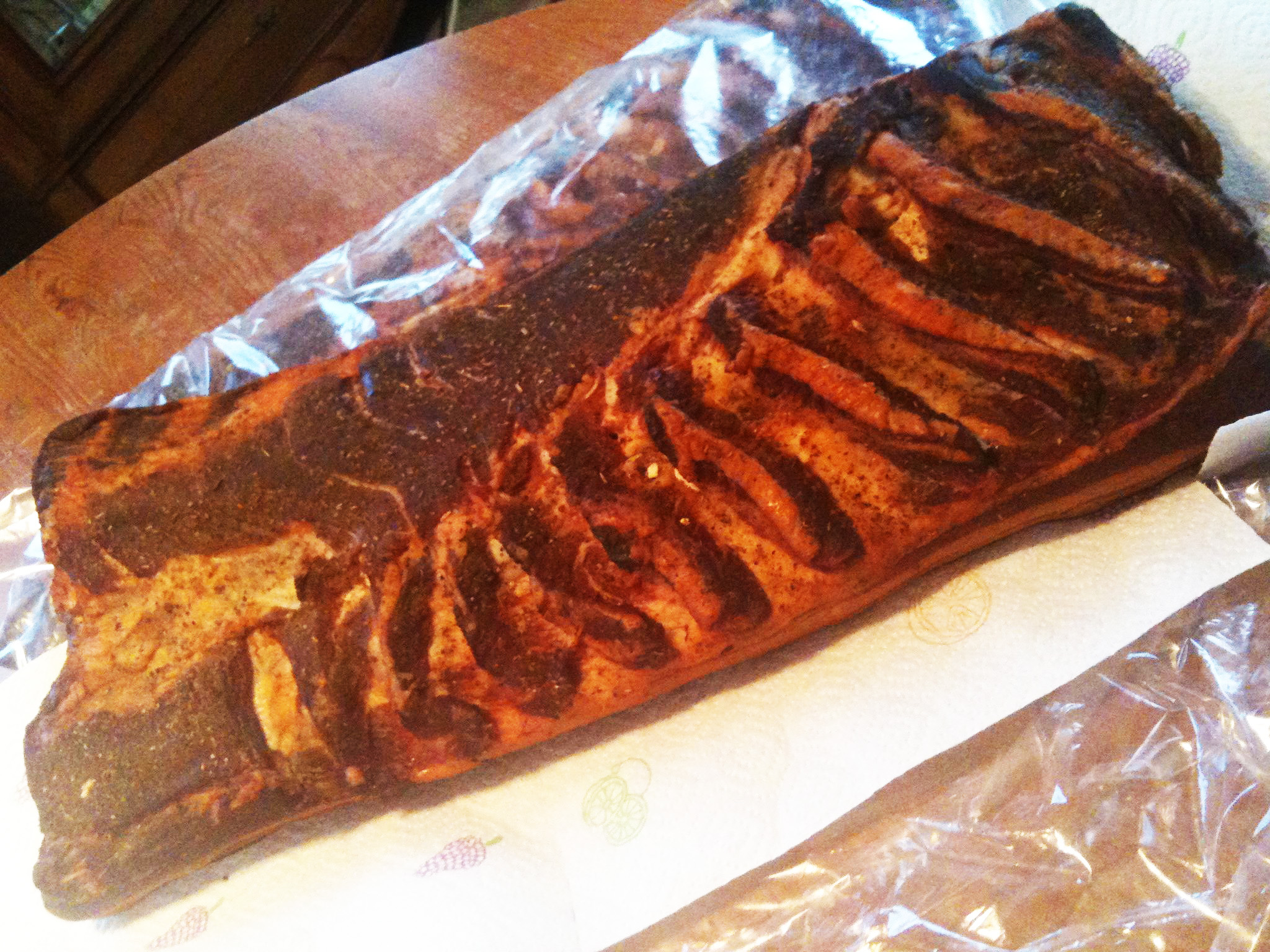
Costelinha de porco

A "costelinha de porco" é um pedaço de carne de porco e corte em carniçaria, que corresponde às costelas do animal presentes ao nível da caixa torácica abaixo das patas dianteiras.

## Preparação
O número de preparações culinárias é muito grande. Assada em churrasco é uma das versões mais populares em muitas culturas. Embora as marinadas sejam populares (geralmente em adobos), defumadas. Elas geralmente são servidas sós, sem nenhum acompanhamento. E é frequente que, auxiliado pelo osso, sejam comidas com os dedos sem a necessidade de talheres. Em algumas preparações, como estufados, cozidos e ensopados, geralmente participam como um ingrediente a mais. É preparada em pratos fervidos em cozinhas europeias, defumados na culinária de Guiana ou Reunião, e grelhados, particularmente na cozinha chinesa e barbecue americano.